# Branko Borštnik
Branko (Branimir) Borštnik, slovenski fizik, * 16. julij 1944, Prkos pri Koprivnici, Hrvaška.
Diplomiral je 1968 iz fizike na ljubljanski Fakulteti za naravoslovje in tehnologijo in prav tam 1974 tudi doktoriral. Strokovno se je izpopolnjeval v Grenoblu (1974) in Münchnu (1981). Od 1968 je bil raziskovalec na Kemijskem inštitutu Boris Kidrič v Ljubljani, leta 1982 je bil izvoljen za izrednega profesorja, 1987 pa za rednega profesorja na Fakulteti za naravoslovje in tehnologijo (FNT) v Ljubljani, kjer je bil od 1999 tudi dopolnilno zasposlen. Napisal je vrsto znanstvenih del s področja fizikalne kemije oz. kemijske fizike (elektronska struktura molekul, interpretacija infrardečih spektrov, statistična mehanika tekočin, evolucija proteinov, bioinformatika, računalniška analiza človeškega genoma).